# Dreistromstein

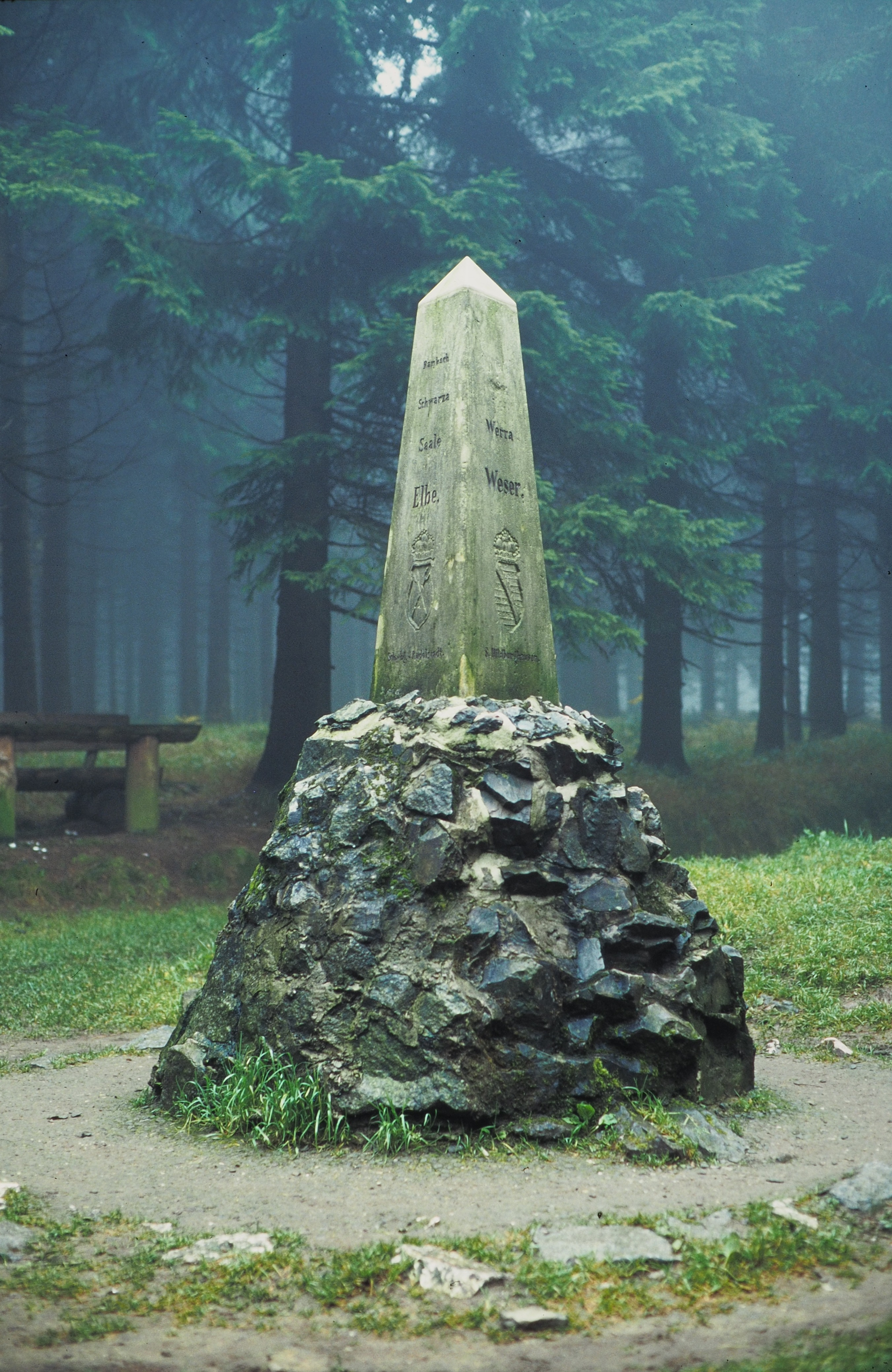
Dreistromstein (1996)

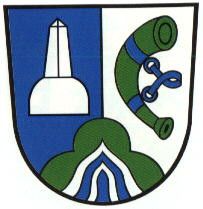
Stilisierter Dreistromstein und Quelle im Wappen von Siegmundsburg

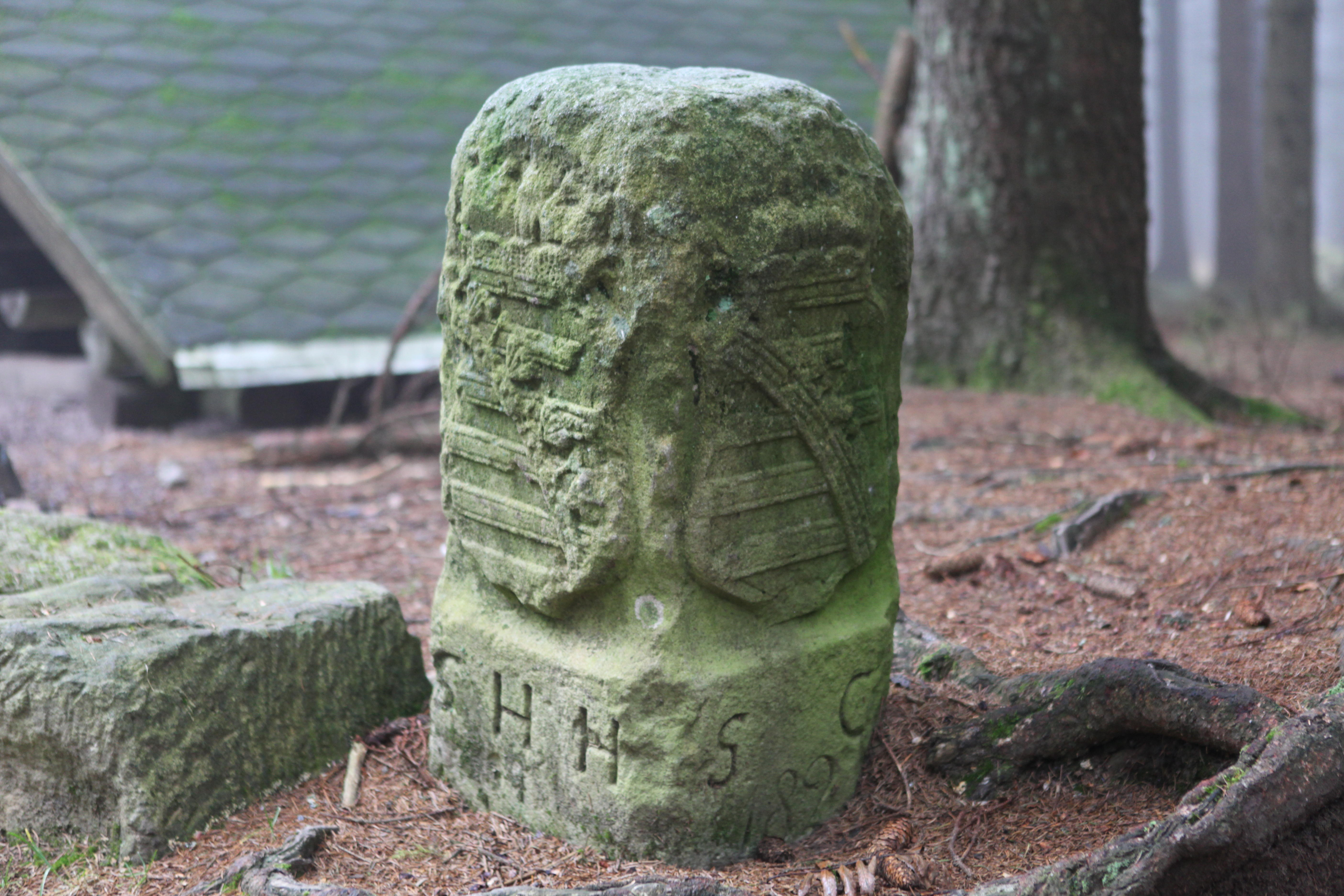
Dreiherrenstein

Der Dreistromstein ist ein dreiseitiger Obelisk in Neuhaus am Rennweg, der seit 1906 den Wasserscheidepunkt von Weser, Elbe und Rhein im Thüringer Wald markiert. Der kegelförmig aufgemauerte Fuß des Obelisken wurde aus dem Gestein gefertigt, welches für das jeweilige Flusssystem typisch ist: Elbe: Granit; Weser: Grauwacke; Rhein: Quarz.
Die Seiten des Obelisken tragen die Namen der hier entspringenden Gewässer sowie ihrer Flusssysteme:
- Rambach → Schwarza → Saale → Elbe
- Grümpen → Itz → Main → Rhein
- Saar → Werra → Weser

Ihm gegenüber steht der Kleine Dreiherrenstein (auch: Dreiherrenstein am Saarzipfel) von 1733, welcher die Grenze des Herzogtums Sachsen-Coburg, des Herzogtums Sachsen-Hildburghausen und des Fürstentums Schwarzburg-Rudolstadt markiert. Er gehört zu den ursprünglich 13 Dreiherrensteinen entlang des Rennsteiges.